# Juan Rodríguez Juárez

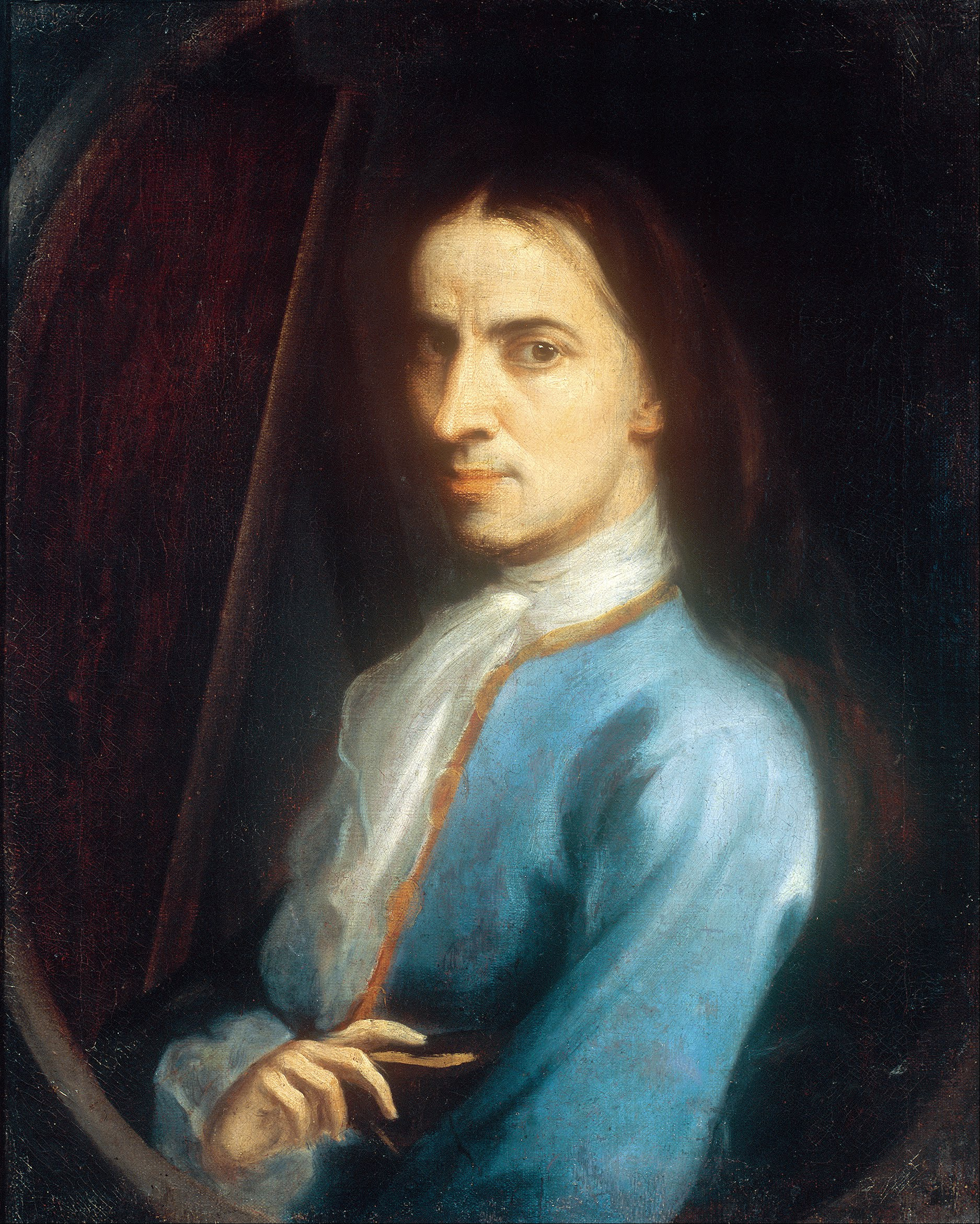
Juan Rodríguez Juárez (Selbstporträt)

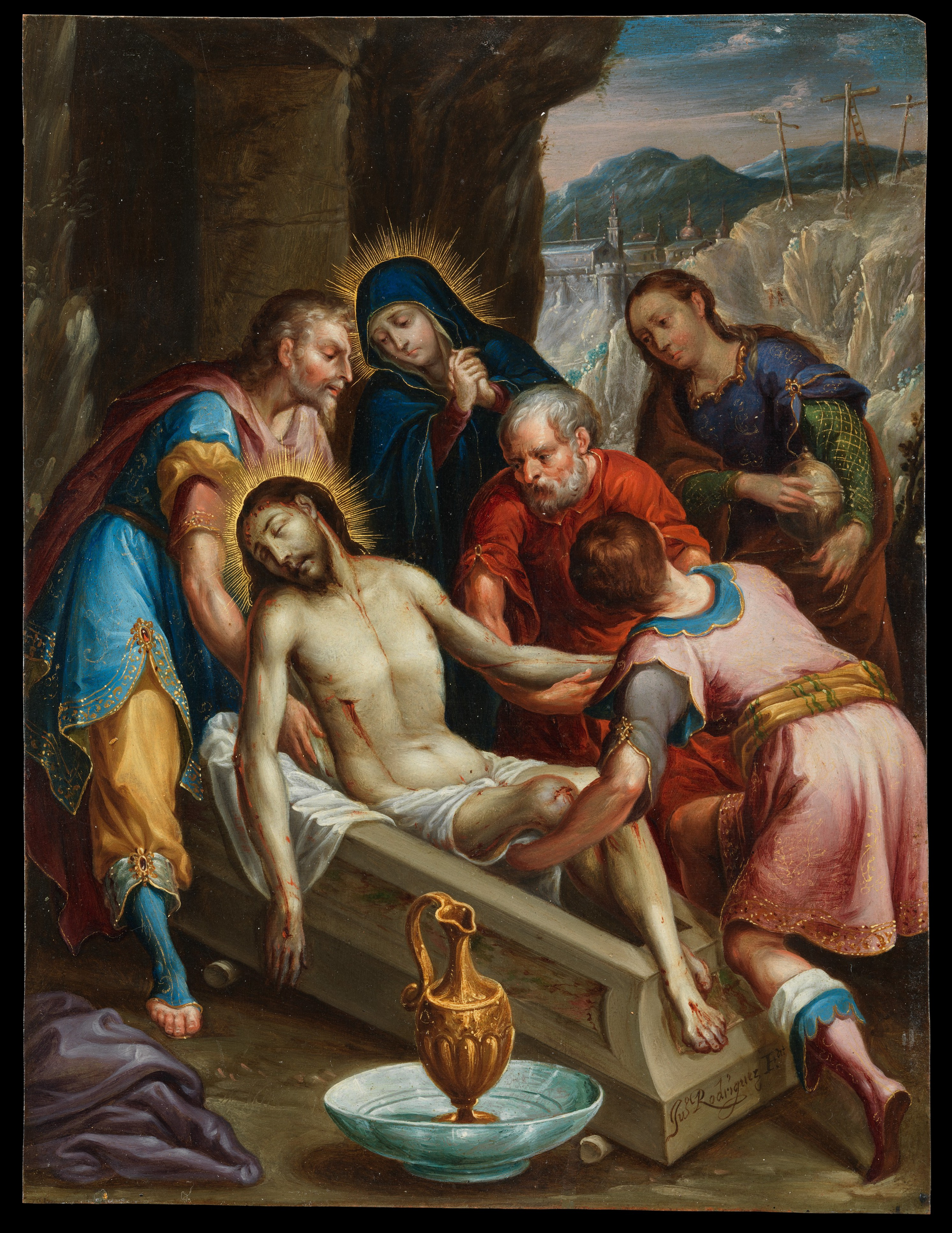
Juan Rodríguez Juárez – Grablegung Christi (um 1702)

Juan Rodríguez Juárez (* 14. Juli 1675 in Mexiko-Stadt; † 14. Januar 1728 ebenda) war einer der wichtigsten Barockmaler im Vizekönigreich Neuspanien (heute Mexiko).

## Leben
Daten zum Leben von Juan Rodríguez Juárez sind spärlich und keines seiner Bilder ist signiert: Er gehörte einer Künstlerfamilie an; sein Urgroßvater Luis Juárez (1585–1639) und sein Großvater José Juárez (1617–1661) waren bereits in Neuspanien tätige Maler und sein Vater war der Maler Antonio Rodríguez (1636–1691). Juan arbeitete zeitweise in der Werkstatt von José de Padilla. Im Jahr 1719 erhielt er den Auftrag zur Fertigung mehrerer Altarbilder für die Kathedrale von Mexiko-Stadt, doch neben religiösen Themen betätigte er sich auch als Porträtmaler und als Maler sogenannter „Kastenbilder“ (casta), die ein idyllisch-harmonisches Zusammenleben von Einheimischen, Sklaven und Europäern zeigen und sich zur damaligen Zeit gut verkaufen ließen.